# Campionati italiani di triathlon lungo del 2004
I Campionati italiani di triathlon lungo del 2004 sono stati organizzati dalla Federazione Italiana Triathlon e si sono tenuti a Farra d'Alpago in Veneto, in data 29 agosto 2004.
Tra gli uomini ha vinto Federico Girasole (Pasta Granarolo), mentre la gara femminile è andata a Stefania Bonazzi (Silca Ultralite).

## Risultati

### Élite uomini
| Pos. | Atleta                   | Società sportiva        | Nuoto    | Bici     | Corsa    | Totale   |
| ---- | ------------------------ | ----------------------- | -------- | -------- | -------- | -------- |
|      | Federico Girasole        | Pasta Granarolo         | 00:50:03 | 03:09:21 | 01:58:53 | 05:58:17 |
|      | Gianpietro De Faveri     | G.P. Triathlon          | 00:43:34 | 03:07:32 | 02:10:21 | 06:01:27 |
|      | Sebastian Pedraza        | Jhonny Triathlon        | 00:50:12 | 03:09:14 | 02:04:59 | 06:04:25 |
| 4    | Diego Gazzari            | G.P. Triathlon          | 00:47:36 | 03:11:50 | 02:08:58 | 06:08:24 |
| 5    | Stefano Bortolami        | Padova Triathlon        | 00:47:06 | 03:21:30 | 02:01:58 | 06:10:34 |
| 6    | Werner Uberbacher        | Läufer Club Bozen       | 00:53:09 | 03:17:51 | 02:06:13 | 06:17:13 |
| 7    | Marco Saia               | Friesian Team           | 00:53:51 | 03:22:40 | 02:01:16 | 06:17:47 |
| 8    | Alessandro Tomaiuolo     | Padova Triathlon        | 00:54:05 | 03:22:22 | 02:03:22 | 06:19:49 |
| 9    | Alberto Roviera          | Ironbiella              | 00:55:59 | 03:25:13 | 01:59:16 | 06:20:28 |
| 10   | Gabriele Mazzetta        | Torino 3                | 00:50:24 | 03:16:54 | 02:17:06 | 06:24:24 |
| 11   | Alessandro Sartori       | Steel Triathlon Bergamo | 00:51:11 | 03:26:14 | 02:09:11 | 06:26:36 |
| 12   | Matteo Bruletti          | Pro Patria Acros        | 00:53:32 | 03:22:52 | 02:10:50 | 06:27:14 |
| 13   | Armando Pizzoni Ardemani | Jhonny Triathlon        | 00:53:27 | 03:15:08 | 02:19:12 | 06:27:47 |
| 14   | Claudio Balboni          | Pol. Centese T&D        | 00:55:58 | 03:25:15 | 02:07:40 | 06:28:53 |
| 15   | Francesco Brembilla      | Triathlon Bergamo       | 00:57:21 | 03:24:12 | 02:08:19 | 06:29:52 |
| 16   | Stefano Pessina          | Friesian Team           | 00:50:05 | 03:22:49 | 02:18:46 | 06:31:40 |
| 17   | Andrea Vecchiato         | Läufer Club Bozen       | 01:01:37 | 03:20:32 | 02:10:20 | 06:32:29 |
| 18   | Paolo Ciscato            | Pro Patria Acros        | 00:56:08 | 03:17:32 | 02:19:28 | 06:33:08 |
| 19   | Francesco Alessandri     | Triathlon Club Pistoia  | 00:51:52 | 03:24:40 | 02:17:38 | 06:34:10 |
| 20   | Marco Salamon            | Friesian Team           | 00:53:43 | 03:22:52 | 02:17:42 | 06:34:17 |

### Élite donne
| Pos. | Atleta               | Società sportiva            | Nuoto    | Bici     | Corsa    | Totale   |
| ---- | -------------------- | --------------------------- | -------- | -------- | -------- | -------- |
|      | Stefania Bonazzi     | Silca Ultralite             | 00:57:29 | 03:35:20 | 02:10:36 | 06:43:25 |
|      | Cinzia Arduzzoni     | CUS Parma Csl               | 01:09:17 | 03:58:13 | 02:27:32 | 07:35:02 |
|      | Simonetta Lazzarotto | G.P. Triathlon              | 01:08:10 | 04:09:49 | 02:23:47 | 07:41:46 |
| 4    | Monica Copello       | Triathlon Alto Adige        | 01:09:14 | 03:58:01 | 02:36:53 | 07:44:08 |
| 5    | Daniela Ianesi       | Läufer Club Bozen           | 01:00:28 | 04:14:07 | 02:49:09 | 08:03:44 |
| 6    | Andrea Steffens      | DLF Triathlon Team          | 01:07:39 | 04:13:17 | 02:45:14 | 08:06:10 |
| 7    | Giovanna Albertini   | Balestrini Team             | 01:04:14 | 04:21:04 | 02:41:44 | 08:07:02 |
| 8    | Adelheit Larch       | Sport Club Merano Triathlon | 01:09:15 | 04:09:59 | 02:49:26 | 08:08:40 |
| 9    | Virna Stavla         | Padova Triathlon            | 01:16:47 | 04:03:39 | 02:48:38 | 08:09:04 |
| 10   | Laura Morelli        | Verona Triathlon            | 01:03:50 | 04:17:06 | 02:51:31 | 08:12:27 |
| 11   | Silvia Serafini      | T.D. Rimini                 | 01:13:01 | 04:12:21 | 03:00:35 | 08:25:57 |
| 12   | Emanuela Montanari   | Pesaro Triathlon            | 01:10:20 | 04:16:02 | 03:10:26 | 08:36:48 |